# ISO/TS 16949
La ISO/TS 16949 (ora IATF 16949) è una norma specifica di qualità definita dall'ISO e relativa all'applicazione delle più generali ISO 9000 nel settore Automotive, volute e sostenute dai produttori di autovetture.
In Italia è stata recepita e tradotta dall'UNI (Ente Nazionale Italiano di Unificazione) ed emessa come UNI ISO/TS 16949, decaduta nel 2016 e sostituita dalla prima edizione della IATF 16949.
Contiene al suo interno la ISO 9001, con l'aggiunta di ulteriori e maggiormente stringenti obiettivi da raggiungere per ottenere la certificazione.

## Caratteristiche dello Standard
Le principali differenze/aggiunte riguardano:
- Visione maggiormente cliente-centrica;
- Enfatizzazione del miglioramento continuo, attraverso la prevenzione dei difetti e la riduzione di variabilità e perdite nella catena di fornitura (molto utile l'applicazione del metodo sei sigma);
- Necessità di assicurare il controllo anche sui processi affidati all'esterno (esternalizzazione);
- Predisposizione di un FMEA per le fasi critiche del processo;
- Necessità dell'approvazione del cliente finale per tutte quelle modifiche impiantistiche e documentali che possano impattare sulla qualità del prodotto finito;
- Maggior attenzione sulla formazione/addestramento del personale, con l'aggiunta di requisiti circa motivazione e responsabilizzazione dei dipendenti;
- Predisposizione di un piano di emergenza che possa garantire la soddisfazione dei requisiti del cliente (qualità, tempi di consegna...), anche nel caso di interruzione dei servizi (scioperi, guasti...);
- Unica esclusione ammissibile, se adeguatamente motivata, è la Progettazione e Sviluppo, punto 7.3 della norma (mentre la ISO 9001 consente l'esclusione di tutto il punto 7, relativo alla realizzazione del prodotto);
- Suddivisione tra Progettazione Prodotto e Progettazione Processo;
- Necessità di predisporre un piano di controllo per prodotto e processo;
- Requisiti stringenti circa il laboratorio interno e quelli eventuali esterni, con riferimento non sempre vincolante all'accreditamento secondo ISO/IEC 17025 (comunque é consigliato/quasi obbligatorio un MSA - acronimo inglese per "Analisi dei Sistemi di Misurazione");
- Applicazione di un sistema di produzione "Just in time".

Emesse per la prima volta nel 1999 sono state elaborate dalla International Automotive Task Force (IATF), di cui fanno parte anche le maggiori case automobilistiche mondiali (BMW, Daimler, FIAT, Ford, General Motors, Gruppo PSA, Renault e Volkswagen), sono state modificate l'ultima volta con le IATF 16949:2016.

## Cronologia
| Anno | Descrizione                |
| ---- | -------------------------- |
| 1999 | ISO/TS 16949 (1ª Edizione) |
| 2002 | ISO/TS 16949 (2ª Edizione) |
| 2009 | ISO/TS 16949 (3ª Edizione) |
| 2016 | IATF 16949 (4ª Edizione)   |